# 세계에서 가장 아름다운 마을
세계에서 가장 아름다운 마을(The Most Beautiful Villages in the World)은 특정 역사 및 경관에 관심이 있는 소규모 거주 중심지를 홍보하는 다양한 지역 협회를 하나로 모으는 비영리 민간 국제 조직이다.
프랑스, 일본, 이탈리아, 퀘벡주(캐나다), 왈롱(벨기에)의 5개 협회에 의해 프랑스의 고흐드에서 2012년 설립되었다. 나중에 스페인이 참가했다.

## 같이 보기
- 이탈리아의 가장 아름다운 마을